# Valbonne
Valbonne (Vauboa ou Vaubona em occitano) é uma comuna francesa na região administrativa da Provença-Alpes-Costa Azul, no departamento Alpes Marítimos. Estende-se por uma área de 18,97 km², com  (Valbonnais,Sophipolitains) 12300 habitantes, segundo os censos de 2005, com uma densidade de 648 hab/km².